# Thomas Savery
Thomas Savery (født 1650 i Shilstone, Devonshire, død 1715 i London) var en engelsk opfinder. Han er kendt for at have konstrueret den første fungerende dampmaskine sammen med Thomas Newcomen.
Savery boede hele sit liv i England, hvor han arbejdede som ingeniørofficer. I 1698 fremstillede han den første fungerende dampmaskine, der blev anvendt til at pumpe vand ud af miner. Han kunne selv kontrollere udviklingen på dampmaskinen, da han fik patent på opfindelsen. Den udviklede dampmaskine fungerede imidlertid ikke videre godt, eftersom den ikke var tilstrækkelig udviklet til at kunne konkurrere med muskel- eller vandkraft til at drive pumper. Den var også dyr, stor og klodset, men indeholdt de grundliggende principper for dampmaskiner.